# Tondabayashi
Tondabayashi (富田林市, Tondabayashi-shi) est une ville de la préfecture d'Ōsaka, au Japon. Elle a été fondée le 1er avril 1950.
En mars 2024, la population de la ville est estimée à 106 580 habitants. La superficie totale est de 39,72 km2.

Tondabayashi au sein de la préfecture d'Osaka.

## Bâtiments et structures notables

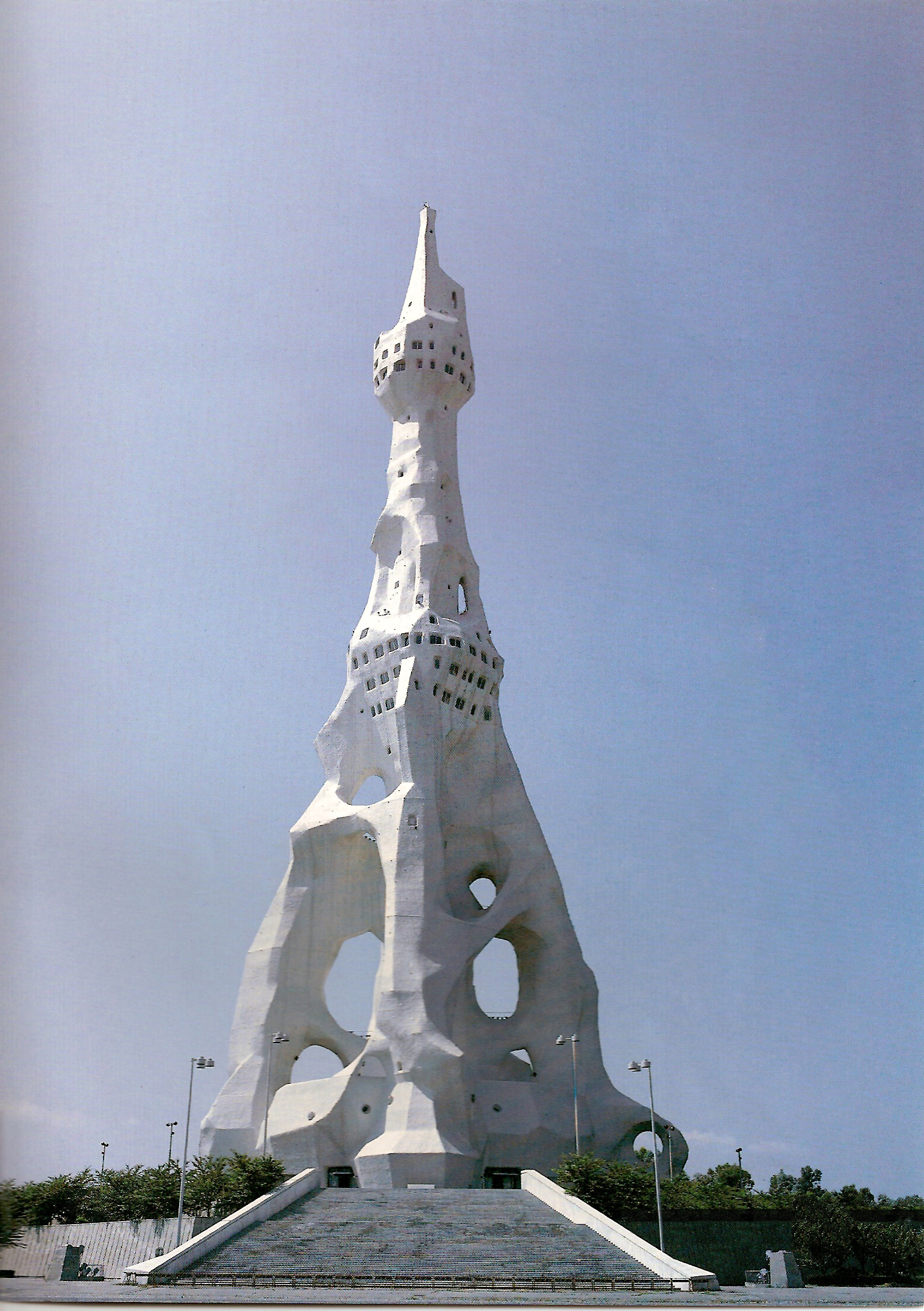
Dai heiwa kinen tō.

- Dai heiwa kinen tō

- Nishikiori-jinja (錦織神社)
- Ryūsen-ji (龍泉寺)
- Tondabayashi jinaimachi